# Estación de Zúrich Altstetten
La estación de Zúrich Altstetten es una estación ferroviaria del barrio de Altstetten, que forma parte de la comuna suiza de Zúrich, en el Cantón de Zúrich.

## Historia y Situación
La estación se encuentra ubicada en barrio de Altstetten, localizado en el distrito 9 de la ciudad de Zúrich, y fue inaugurada en 1847 con la puesta en servicio de la línea Zúrich - Baden.
La estación de Zúrich Altstetten cuenta con tres andenes, uno lateral y dos centrales, a los que acceden cinco vías pasantes. Existe otras tres vías pasantes más, lo que totaliza ocho vías pasantes, a las que hay que sumar un par de vías toperas.
En términos ferroviarios, la estación se sitúa en la línea Zúrich - Basilea SBB, más conocida como la línea del Bözberg.  Sus dependencias ferroviarias colaterales son la estación de Schlieren hacia Baden y la estación de Zúrich Hardbrücke en dirección Zúrich.

## Servicios ferroviarios
Los servicios ferroviarios de esta estación están prestados por SBB-CFF-FFS:

### Larga Distancia
- IR Basilea SBB - Rheinfelden - Frick - Brugg - Baden - Dietikon - Zúrich Altstetten - Zúrich Oerlikon - Zúrich Aeropuerto.

### S-Bahn Zúrich
La estación está integrada dentro de la red de trenes de cercanías S-Bahn Zúrich, y en la que efectúan parada los trenes de varias líneas pertenecientes a S-Bahn Zúrich:
- S 5 Zug – Affoltern am Albis – Zúrich HB – Uster – Pfäffikon SZ
- S 11 Aarau – Lenzburg – Dietikon – Zúrich HB – Stettbach – Winterthur – Seuzach/Sennhof-Kyburg (– Wila)
- S 12 Brugg – Altstetten – Zúrich HB – Stadelhofen – Winterthur – Schaffhausen/Wil
- S 14 Affoltern am Albis – Altstetten – Zúrich HB – Oerlikon – Wallisellen – Hinwil
- S 19 (Koblenz – Baden –) Dietikon – Zúrich HB – Wallisellen – Effretikon (– Pfäffikon ZH)
- S 42 (Zúrich HB – Dietikon – Wohlen – Muri)
- S N1 Winterthur – Zúrich HB – Baden – Lenzburg – Aarau
- S N9 Zúrich HB – Affoltern am Albis (– Zug)